# Pradell de la Teixeta

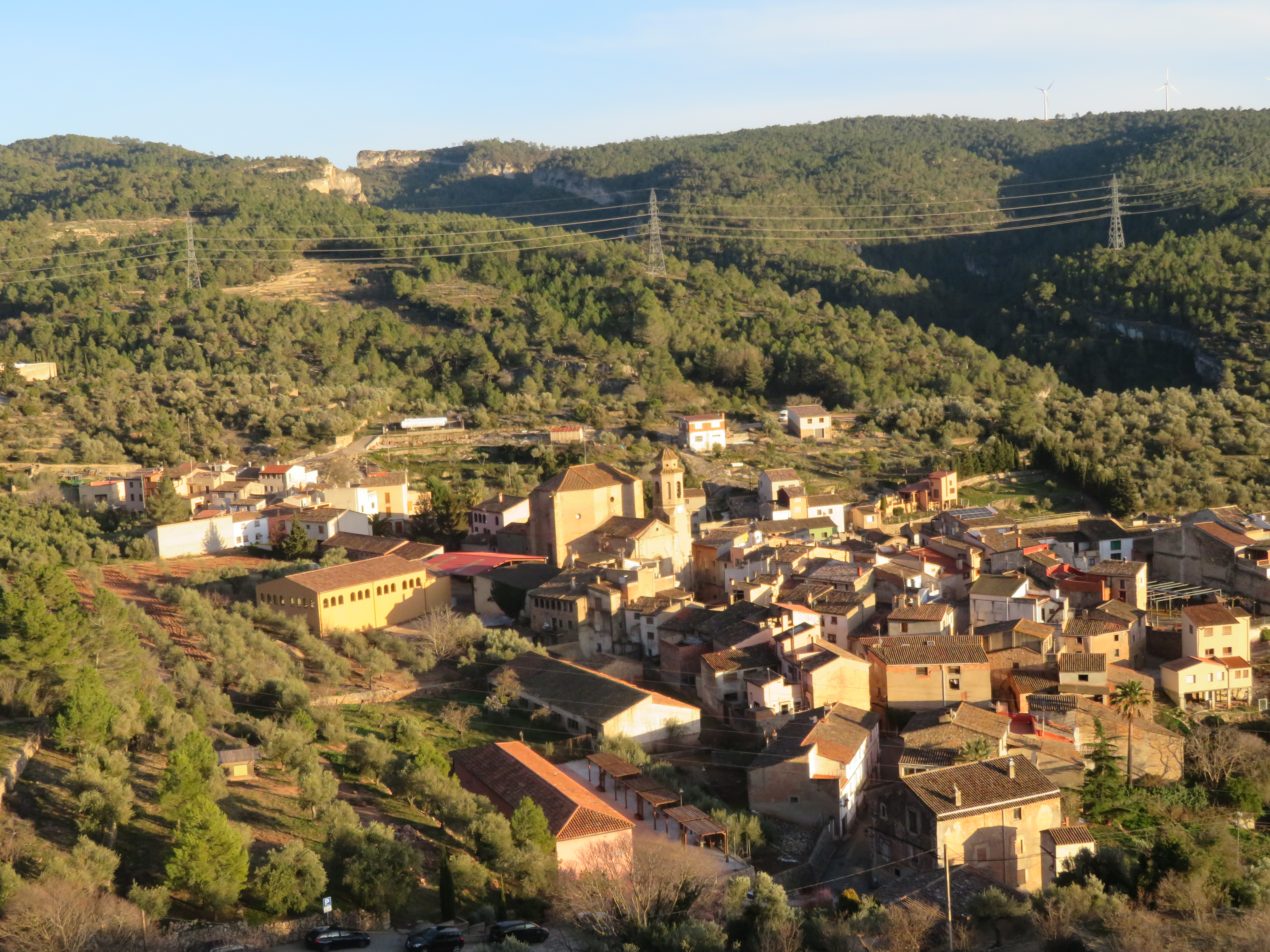
Pradell de la Teixeta

Pradell de la Teixeta là một đô thị thuộc tỉnh Tarragona trong cộng đồng tự trị Catalonia, phía bắc Tây Ban Nha. Đô thị này có diện tích là 21,8 ki-lô-mét vuông, dân số năm 2009 là 132 người với mật độ 8,35 người/km². Đô thị này có cự ly km so với Tarragona.